# Rembert van Delden
Rembert van Delden (3 de abril de 1917 – 5 de fevereiro de 1999) foi um político alemão da União Democrata-Cristã (CDU) e ex-membro do Bundestag alemão.

## Vida
A partir de 1956, van Delden foi membro da CDU. Van Delden era membro do conselho do município de Ammeln desde 1959. Ele foi membro do Bundestag alemão de 1961 a 1976. Ele sempre estrou no parlamento pela da lista estadual da CDU da Renânia do Norte-Vestfália.

## Literatura
Herbst, Ludolf; Jahn, Bruno (2002).  Vierhaus, ed. Biographisches Handbuch der Mitglieder des Deutschen Bundestages. 1949–2002 (em alemão). München: De Gruyter - De Gruyter Saur. 1715 páginas. ISBN 978-3-11-184511-1